# داني (فنان قصص مصورة)
داني هو فنان قصص مصورة بلجيكي، ولد في 28 يناير 1943 في مارش إن فامين ‏ في بلجيكا.